# Peter Baumgardt
Peter Baumgardt (* 1958 in Lübeck) ist ein deutscher Theaterschauspieler, -regisseur, -intendant und Kulturmanager.

## Ausbildung
Nach dem Abitur am humanistischen Gymnasium Katharineum zu Lübeck studierte er Germanistik, Geschichte und Politikwissenschaft an der Johann Wolfgang Goethe-Universität Frankfurt am Main, Schauspiel in Wiesbaden (bei Hildegard von Puttkamer), München (bei Stsch. Wolfgang Büttner) und Regie in Graz (Hochschule für Darstellende Kunst).

## Engagements

### Theater/Festivals
Erste Bühnenerfahrungen sammelte Peter Baumgardt als Schauspieler am Zimmertheater Heidelberg unter Gillis van Rappard und am Theater am Platanenhain Darmstadt. Von 1980 bis 1992 war er Ensemblemitglied des Staatstheaters am Gärtnerplatz München, bis 1986/87 als Regieassistent und Abendspielleiter, ab 1987/88 als Oberspielleiter und persönlicher Mitarbeiter des Staatsintendanten Hellmuth Matiasek. 1988 wurde Baumgardt zum „Regisseur des Jahres“ gewählt. Vom Gärtnerplatztheater kam der Sprung als damals jüngster Intendant Deutschlands an ein Dreispartentheater, die Städtischen Bühnen Augsburg, die er von 1992 bis 1997 leitete.
2006 übernahm Peter Baumgardt als künstlerischer Gesamtleiter die Intendanz des Stadttheaters Kempten. 2009 hat Peter Baumgardt seinen Dienstvertrag in Kempten (Allgäu) zur Disposition gestellt. Am 6. April 2010 berief die Vorstandschaft des Festspielvereins "Europäische Wochen Passau" Peter Baumgardt zum Intendanten der Festspiele Europäischen Wochen Passau; er trat 2012 die Nachfolge von Pankraz Freiherr von Freyberg an. Mit Ende der 64. Saison im August 2016 beendete er seine Tätigkeit in Passau.

### Kulturmanagement
Einem internationalen Publikum wurde Peter Baumgardt vor allem durch die EXPO 2000 in Hannover bekannt. Dort hatte er in Nachfolge von August Everding die künstlerische Gesamtleitung des Deutschen Pavillons inne. Das Kulturprogramm mit über 700 Veranstaltungen in fünf Monaten zog damals 1,5 Millionen Besucher an. Peter Baumgardt schuf vor allem jungen Künstlern eine attraktive Bühne. Es gelang ihm, alle künstlerischen Sparten von Theater und Musik bis hin zur Medien- und Installationskunst unter einer Gesamtidee („Werkstatt Deutschland“) zu vereinigen. Über 100 Uraufführungen initiierte er, so die Kammeropern „TagNachtTraumstaub“ von Annette Schlünz und „Die Befreiung aus dem Paradies“ von Jörg Widmann, das erste Klavierliederbuch des 21. Jahrhunderts „Lied:Strahl“ mit Kompositionen von Isabel Mundry, Moritz Eggert, Steffen Schleiermacher, Johannes Kalitzke, Aribert Reimann, Mauricio Kagel, Helmut Oehring u. a.; des Weiteren das Projekt „Welcome home – Künstler sehen Deutschland“ von und mit Roger Willemsen, das ein Versuch war, Künstlern ein ideelles Zuhause in einem Diskurs über Deutschland zu geben; ebenso die Performance „Die erste Stunde nach der letzten“ von Arie Zinger mit der Uraufführung von acht theatralischen Episoden, u. a. von Thomas Brussig, Christoph Hein und Herta Müller.
Vielbeachtete mediale Aufmerksamkeit erhielt Peter Baumgardt auch bei dem Projekt „Wir bauen Europas Kulturhauptstadt“, als er von 2003 bis 2006 künstlerischer Direktor und Geschäftsführer der Bewerbung der Europastadt Görlitz-Zgorzelec um die Ausrichtung der Veranstaltung „Kulturhauptstadt Europas 2010“ war. Das Görlitz-Projekt war von der Leitidee der deutsch-polnischen Aussöhnung getragen und schuf mit einer Vielzahl künstlerischer Veranstaltungen im öffentlichen Raum beiderseits des Grenzflusses Neiße ein neues kulturelles Klima. Mit Anita Pasikowska zum Beispiel fand Baumgardt eine junge Warschauer Künstlerin, die mit ihren Installationen in leer stehenden Ladenlokalen auf freie und zu gestaltende Räume aufmerksam machte. Pasikowska kreierte eine Illusion der Belebung in verwaisten, leer stehenden Geschäften, deren Fassaden stille Zeugen einer einstigen Betriebsamkeit waren. Ebenso veranstaltete Peter Baumgardt die große Licht- und Soundinstallation "Prometheus" auf dem Görlitzer Untermarkt, eine Art Klangevent, das der Komponist Johannes S. Sistermanns konzipiert hatte. Das Görlitzer Programm galt deutschlandweit als eines der interessantesten von denen der insgesamt 18 Bewerberstädte. Zusammen mit Essen gelangte Görlitz 2006 in die Endrunde nach Brüssel.

### Regie
Peter Baumgardt hat auch als Theaterregisseur weitreichende Erfahrung: Er inszenierte u. a. „Die Zauberflöte“, „Cosí fan tutte“, „My Fair Lady“, „Hänsel und Gretel“, „Martha“, „Hello Dolly!“, „West Side Story“, „Il matrimonio segreto“, „Fräulein Julie“, „Der unaufhaltsame Aufstieg und Fall des Croesus“, „Salome“, „Die Zaubergeige“, „Wozzeck“, „Boccaccio“, „Anatevka“, „Die lustige Witwe“, „Du bist meine Mutter“, „Heute Abend: Lola Blau“, „Gypsy“, „Im weißen Rössl“, „Cavalleria Rusticana“ und "Die verkaufte Braut". Er war nicht nur an seinen Häusern tätig, sondern auch zu Gastinszenierungen eingeladen, so u. a. am Stadttheater Bern, an den Städtischen Bühnen Regensburg, am Musiktheater Görlitz, am Stadttheater Hildesheim, Theater der Stadt Koblenz, am Staatstheater Darmstadt und Staatstheater am Gärtnerplatz München sowie bei den Bregenzer Festspielen.

### Lehrtätigkeit
Von 1987 bis 1992 war Peter Baumgardt Lehrbeauftragter an der Hochschule für Musik in München, von 1998 bis 2002 an der Staatlichen Hochschule für Musik in Karlsruhe und in den Jahren 2000 und 2001 Gastprofessor an der Hochschule für Musik und Theater München.

## Auszeichnungen
- 2014: Medaille für besondere Verdienste um Bayern in einem Vereinten Europa

## Veröffentlichungen (Auswahl)
- Werkstatt Deutschland, 1999
- ZeitRaumHellerau, 2002
- Aus dem Niemandsland wird das Herz Europas, 2005
- Living Cultural Unity – Living Cultural Diversity, 2006